# Zwoleń
Zwoleń (udtale: [ˈzvɔlɛɲ] (Yiddish: זוואלין Zvolin) er en by der ligger i det østlige, centrale Polen, i den sydøstlige del af voivodskabet Masovien (Województwo mazowieckie) og har 7.417(2021) indbyggere og et areal på	15,78 km². Den er administrationsby i powiatet (amt) Zwoleń.  Byen ligger omkring 30 kilometer øst for Radom. 
Zwoleń ligger  i den historiske provins Lillepolen, og er beliggende ved  floden Zwoleńka.

## Historie
Byens historie går tilbage til  tidligt i det 15. århundrede, hvor Zwoleń blev grundlagt på et privilegium udstedt af kong Vladislav 2. Jagello. Den første borgmester var Jan Cielątko. Zwoleń var en kongeby i Polen, administrativt beliggende i Radom-powiatet i  Sandomierz Voivodeskab i den historiske provins Lillepolen i Kongeriget Polens krone.